# 哈里森鎮區 (印第安納州尤寧縣)
哈里森鎮區（英語：Harrison Township）是位於美國印第安納州尤寧縣的一個行政鎮區。

## 地方資料
根據2010年美國人口普查的數據，哈里森鎮區的面積為78.00平方千米，當中陸地面積為78.00平方千米，而水域面積為0.00平方千米。當地共有人口416人，而人口密度為每平方千米5.33人。

## 外部連結
- Indiana Township Association（页面存档备份，存于）
- United Township Association of Indiana（页面存档备份，存于）